# Петров, Виктор Викторович
Ви́ктор Ви́кторович Петро́в (укр. Віктор Вікторович Петров; род. 16 мая 1996, Микулинцы, Теребовлянский район, Тернопольская область) — украинский боксёр-любитель, мастер спорта Украины международного класса. Трёхкратный чемпион Европы среды юниоров, серебряный призёр чемпионата мира среди юношей 2014 года.
Обладатель Кубка Украины 2015 года.
Бронзовый призёр Европейских игр 2015 года в Баку.